# The Minnesota Wrecking Crew
I Minnesota Wrecking Crew sono stati un tag team di wrestling attivo dal 1966 al 1990 nella National Wrestling Alliance prima e nella World Championship Wrestling dopo, composto da Gene e Lars Anderson, e in seguito da Ole e Arn Anderson.

## Storia
Nel 1966 Gene Anderson formò gli originali Minnesota Wrecking Crew con Lars Anderson. Lars se ne andò alle Hawaii nel 1969 e così Gene lo sostituì con Alan Rogowski, rinominandolo Ole Anderson. I due dominarono la categoria tag team negli anni settanta, vincendo per otto volte il titolo NWA World Tag Team Championship. In questo periodo, Lars Anderson tornò occasionalmente a far parte del gruppo.
Quando Gene smise di combattere nel 1981 per diventare un manger, il team si sciolse.
Nel 1985 Ole riformò i Wrecking Crew con Arn Anderson (suo nipote nella kayfabe). La coppia vinse il NWA National Tag Team Championship e divenne parte della formazione originale della storica stable dei Four Horsemen. Questa incarnazione del tag team si sciolse nel 1987 dopo che Ole era stato estromesso dagli Horsemen.
Arn e Ole riformarono i Wrecking Crew nel 1990 ma la coppia durò solo qualche mese prima che Ole decidesse di ritirarsi dal ring.
Ole andò a fare da manager ai Minnesota Wrecking Crew 2.

### Eredità
Nel 2001 nella Ohio Valley Wrestling, Brock Lesnar e Shelton Benjamin (una volta compagni della squadra di wrestling della University of Minnesota) formarono il tag team Minnesota Stretching Crew in onore degli originali Wrecking Crew.
Più recentemente, Lacey e Rain utilizzarono il nome Minnesota Home Wrecking Crew in omaggio agli Anderson.

## Titoli e riconoscimenti

### Lars & Gene
- Mid-South Sports
  - NWA Georgia Tag Team Championship (2)
  - NWA World Tag Team Championship (Georgia version) (1)

### Gene & Ole
- Georgia Championship Wrestling
  - NWA Columbus Tag Team Championship (11)[4]
  - NWA Georgia Tag Team Championship (7)[5]
  - NWA Macon Tag Team Championship (1)[6]
  - NWA World Tag Team Championship (Georgia version) (1)[7]
- Mid-Atlantic Championship Wrestling
  - NWA Atlantic Coast Tag Team Championship (3)[8]
  - NWA Mid-Atlantic Tag Team Championship (2)[9]
  - NWA World Tag Team Championship (Mid-Atlantic version) (7)[10]
- Pro Wrestling Illustrated
  - Tag Team of the Year (1975, 1977)

### Ole & Arn
- Jim Crockett Promotions
  - NWA National Tag Team Championship (1)[11]
- Pro Wrestling Illustrated
  - 79º posto Ole & Arn Anderson nella lista dei 100 migliori tag team nei PWI Years del 2003